# Oderljunga landskommun
Oderljunga landskommun var en tidigare kommun i dåvarande Kristianstads län.

## Administrativ historik
Kommunen bildades i Oderljunga socken i Norra Åsbo härad i Skåne när 1862 års kommunalförordningar trädde i kraft. 
Vid kommunreformen 1952 uppgick kommunen i Perstorps köping som 1971 ombildades till Perstorps kommun.

## Politik

### Mandatfördelning i Oderljunga landskommun 1938-1946
| 4 | 16 |

| 20 |

| 6 | 14 |

| 20 |

| 4 | 16 |

| 20 |